# Tuesley
Tuesley – wieś w Anglii, w hrabstwie Surrey, w dystrykcie Waverley. Leży 52 km na południowy zachód od centrum Londynu.